# Ollamh
Ollamh lub Ollam – w kulturze irlandzkiej uczony stojący, w siedmiostopniowej hierarchii, na czele uprzywilejowanej korporacji filidów, hierarchicznej i ukształtowanej na wzór familii (fine) i plemienia (tuath), organizacji ponadplemiennej, ogólnoirlandzkiej sięgającej poza wyspę, do Szkocji, Walii i na wyspę Man.
Prawo do tytułu ollamh uczony uzyskiwał po dwunastu latach szkolenia. Musiał mieć opanowaną pamięciowo gramatykę i filozofię, historię i topografię, obyczaje i prawa, ludowe opowieści, legendy i poematy, inwokacje, wróżbiarskie rytuały, zaklęcia, umiejętność komponowania poematów, znajomość tajnego języka filidów, w tym pięćdziesięciu znaków ogam (zapewne nacięcia na czarodziejskich różdżkach, z których później rozwinął się alfabet ogamiczny). Po zakończeniu nauki filid uzyskiwał, na znak pełnego wykształcenia, złotą różdżkę (craeb-ciuil) oraz prawo do tytułu ollamh.
Uczeni kierowali całym życiem intelektualnym i artystycznym wyspy. Istnieli ollamhowie każdego plemienia (tuath), każdej prowincji oraz całej Irlandii, jako zwierzchni ollamh lub arcyollamh (ard-ollamh). Podlegali oni druidom, pomagając im w spełnianiu funkcji sakralnych. Wywodzili się ze szlachty oraz towarzyszyli królom, licznym na wyspie. Przechowywali i tworzyli ustną tradycję, komentowali prawo i wydawali wyroki oraz kierowali szkolnictwem. Jako nietykalni mogli swobodnie podróżować po kraju, nawet w czasie trwania wojen. Posiadali bogate dwory i liczny orszak oraz mieli prawo do darmowego postoju i posiłku.
Każdy ollamh był zobowiązany znać na pamięć trzysta pięćdziesiąt opowiadań, które były wygłaszane w czasie uczty. Liczba opowiadań był jednak znaczniejsza. Podziellone były na serie tematyczne (siedemnaście). W czasie przyjęcia chrześcijaństwa postanowiono w klasztorach spisać tradycję ustną. Opowiadania, które łączyły się tematycznie, weszły w skład większych zbiorów. Do takich dzieł zaliczamy: Uprowadzenie byków z Cooley, wchodzące w skład Księgi Leinsteru, Księga najazdów Irlandii („Lebor Gabála Érenn”) lub Historia topograficzna Irlandii. Wokół nich gromadzono tematycznie mniejsze opowiadania.